# سیارک ۵۵۳۲
سیارک ۵۵۳۲ (به انگلیسی: 5532 Ichinohe، نامگذاری:1932CY) پنج هزار و پانصد و سی و دومین سیارک کشف شده‌است که در ۱۴ فوریه ۱۹۳۲ و در هایدلبرگ کشف شد.
قدر مطلق سیارک برابر ۱۲٫۱۰ است.